# Сльота Петро Дорофійович
Петро́ Дорофі́йович Сльота́ (16 жовтня 1911, Панютине — 25 червня 1974, Київ) — український радянський живописець; член Спілки радянських художників України. Чоловік художниці Галини Зорі, батько художниць Ольги та Оксани Сльот.

## Біографія
Народився 3 [16] жовтня 1911 року у селі Панютиному (нині селище міського типу у Лозівському районі Харківської області, Україна). Протягом 1932—1934 років навчався у Харківському художньому інституті; у 1934—1940 роках — у Київському художньому інституті, де був учнем Федора Кричевського.
Брав участь у німецько-радянській війні. У військовому званні червоноармійця служив художником в окружній газеті «Патриот Родины» Білоруського військового округу.
У повоєнні роки викладав у Київському художньому інституті. Серед учнів: Лев Балкінд, Валентина Куцевич, Юрій Мохор, Георгій Отченашко, Віктор Рижих, Володимир Сингаївський, Василь Тишінін. Мешкав у Києві на вулиці Червоноармійській, № 12, квартира № 2. Помер у Києві 25 червня 1974 року.

## Творчість
Працював в галузі станкового живопису, створював тематичні картини, пейзажі. Серед робіт:
- «Мітинг у визволеному Києві 6 листопада 1943 року» (1947);
- «Піщана коса» (1950-ті);
- «Чигирин» (1953);
- «Три криниці часів Богдана Хмельницького» (1953);
- «Суботів» (1953);
- «Мама Галя» (1955);
- «Неаполь. Везувій» (1956);
- «Амстердам» (1956);
- «Київ. Хрещатик» (1957);
- «Сон» (1958);
- «Люпин» (1960-ті);
- «Збирання кукурудзи» (1960);
- «Собор Паризької Богоматері» (1960);
- «Прага. Карлів міст» (1963);
- «Перша весна» (1964—1965);
- «Болгарія» (1966);
- «Біля озера» (1967);
- «Осінній мотив» (1967);
- «Блакитний ранок» (1969);
- «Біля хати» (1970);
- «Київський державний університет імені Тараса Шевченка» (1970);
- «Взимку» (1971);
- «Моя дача» (1972);
- «Березень» (1972);
- «У городі. Капуста» (1973);
- «Пробудження» (1974).

Шевченківській тематиці присвятив твори
- «Музей Тараса Шевченка у Каневі» (1939; Національний музей Тараса Шевченка);
- «Загальний вид Державного заповідника „Могила ТарасаШевченка“» (1949, Національний музей Тараса Шевченка);
- «Тарасова гора в Каневі» (два варіанти: 1949, Національний музей Тараса Шевченка; 1960, Київський інтернат № 2);
- «Будинок Козачковського у Переяславі-Хмельницькому, де жив Шевченко» (1953; Переяслав-Хмельницький історичний музей);
- «У цьому будинку Шевченко був козачком (1828—1829)» (1963);
- «Київ. Парк імені Тараса Шевченка» (1963—1964; Донецький обласний художній музей).

Брав участь у республіканських та всесоюзних виставках з 1947 року.

## У мистецтві
У 1976 році скульптурний портрет художника виконав український радянський скульптор Олексій Олійник.

## Відзнаки
- Медалі: «За перемогу над Німеччиною у Великій Вітчизняній війні 1941—1945 рр.» (31 жовтня 1945)[1], «За трудову доблесть»[3].
- Заслужений художник УРСР з 1973 року.